# 西山正行
西山 正行（にしやま まさゆき、1921年10月12日 - 2004年1月18日）は、日本の実業家、馬主、競走馬生産者。

## 経歴
明治大学出身。第二次大戦後、学生時代の友人である米国籍の二世・亀田某と偶然再会し、CID（GHQの犯罪捜査局）の通訳をしていた亀田を通じて当時極めて入手困難であった無為替輸入のライセンスを得る。進駐軍の物資を横流した利益で銀座にキャバレーを開き、その利益で土地や建物を次々と買い占めた。1950年に朝鮮戦争が始まると、立川の基地前に東洋一の規模と称するキャバレー「モナコ」を開設。朝鮮帰りの休暇兵相手の商売は面白いほど儲かった。1955年6月に会社を創立（1968年10月西山興業株式会社に社名変更）。
多角経営を進め、1960年代前半で金融業、不動産業、ゴルフ場経営（埼玉県さいたま市西区の大宮国際カントリークラブ他）、レストランやリゾートホテル（千葉県館山市の館山グランドホテル他）、高級クラブ「シロー」（現在閉店）等を経営した。
西山は政界有力者との深い繋がりを通じて、吹原産業事件で逮捕された森脇将光の別邸や日本橋の土地、黒い霧事件で逮捕・失脚した田中彰治の広大な牧場、力道山の遺したリキマンションや三浦半島油壺の土地などを次々と安価で買取った。また政財界の黒幕と呼ばれた児玉誉士夫とも親しかったとされる。
1966年10月には西山牧場を創業。牧場面積は約400haと当時としては日本最大の面積を誇る牧場であった。創業直後から現在に至るまで日本の競馬界へ多数の競走馬、種牡馬、繁殖牝馬を送り出した。
西山は一時期には繁殖牝馬だけでも250頭前後に達する数を所有し、生産競走馬も最盛期には年間約200頭にまで達していた。これは当時社台グループ、メジロ商事（現在会社解散）に次ぐ勢力だったが、1990年代に入ると少数精鋭方針に転換して繁殖牝馬を大幅に削減した（ただしこの頃になると、後述する病気の問題もあり、牧場の実務は息子の茂行が事実上取り仕切っていた）。
自身はオーナーブリーダーでもあり、1973年に初めて中央競馬でリーディングブリーダーとなる。これは1963年から続いていた社台ファームの11年連続リーディング・ブリーダーを阻止した事で注目を浴びた。また地方競馬でも1982年から1986年まで5年連続リーディング・ブリーダーの実績を残している。
1994年9月には西山牧場に税務調査が入り22億円の申告漏れが発覚。東京馬主協会相談役などを務める一方で1992年よりパーキンソン病を患っており、セイウンスカイでクラシック二冠を制した1998年には既に自力で歩行することが困難なほど衰弱していた。
2004年1月18日、パーキンソン病から来る心不全により死去。82歳没。

## 馬主活動
日本中央競馬会（JRA）に登録されていた馬主として知られた。勝負服の柄は黄、紫三本輪、白袖、冠名は「ニシノ」「シロー」「マルサ」「チヨノ」「アマノ」「セイウン」「セント」「ブランド」などを多様なものを用いた。このうち「ニシノ」「セイウン」は、現在も息子の西山茂行が使用し、また勝負服の柄も引き継がれている。

## 主な所有馬
- カブトシロー
- タイホウシロー
- リキアイオー
- キタノリキオー
- ニシノチェニル
- ニシノエトランゼ
- プレジデントシチー
- アイアンシロー
- ニシノフラワー
- ニシノライデン
- セイウンスカイ
- パラダイスクリーク
- ブランドアート